# Макаци
Вижте пояснителната страница за други значения на Макак.
Макаците (Macaca) са род маймуни и най-широко разпространените примати след човека, срещат се от Гибралтарската скала в Европа (например Магот) през Северна Африка из цяла Южна и Югоизточна Азия до Япония. Според различни източници, родът включва между 20 и 22 отделни представителя. Отличителна черта е наличието на дълга опашка, с много редки изключения. Тази особеност ги причислява към същинските маймуни и ги отличава от човекоподобните маймуни, при които опашката е закърняла. С изключение на естествените популации, животни от рода макак се отглеждат в зоопарковете, като домашни любимци, а някои представители се използват и като лабораторни животни — Макак резус.
Много голяма част, между 73 и 100%, от изкуствено отглежданите животни (домашни любимци и зоопаркови експонати) са преносители на вируса на херпес B, безвреден за тях, но потенциално смъртоносен за хората . Освен това в Университета на Торонто през 2005 г. се установява, че макаците живеещи сред хора са преносители на вируса SFV (Simian Foamy Virus), ретровирус подобен на ХИВ, който може да се прeдаде на човека.
Макаците живеят на групи, характеризиращи се със сложна социална структура и изградена йерархия.

## Класификация
- разред Primates - Примати
  - подразред Haplorrhini - Маймуни
    - инфраразред Simiiformes - Същински маймуни
      - парворазред Catarrhini - Тесноноси маймуни
        - надсемейство Cercopithecoidea
          - семейство Cercopithecidae - Коткоподобни маймуни
            - подсемейство Cercopithecinae
              - род Macaca – Макаци

## Представители
| Картинка                  | Научно наименование                  | Българско название                                                  | Разпространение                               |
| ------------------------- | ------------------------------------ | ------------------------------------------------------------------- | --------------------------------------------- |
| Магот                     | Macaca sylvanus                      | Магот, Берберски макак                                              | Разпространение на магота                     |
| Гривест макак             | Macaca silenus                       | Гривест макак, Лъвски макак, Лъвоопашат макак, Макак силѐн, Вандеру | Разпространение на гривестия макак            |
| Свинеопашат макак         | Macaca nemestrina                    | Свинеопашат макак (южен), Лапундер                                  | Разпространение на лапундера                  |
| Северен свинеопашат макак | Macaca leonina                       | Северен свинеопашат макак                                           | Разпространение на северния свинеопашат макак |
| Пагайски макак            | Macaca pagensis                      | Пагайски макак, Ментавайски макак                                   | Разпространение на пагайския макак            |
| Сиберутски макак          | Macaca siberu (Macaca pagensis ssp.) | Сиберутски макак                                                    | Разпространение на сиберутския макак          |
| Макак мавър               | Macaca maura                         | Макак мавър                                                         | Разпространение на макака мавър               |
| Сиберутски макак          | Macaca ochreata                      | Сиворък макак                                                       | Разпространение на сиворъкия макак            |
| Тонкински макак           | Macaca tonkeana                      | Тонкински макак                                                     | Разпространение на тонкинския макак           |
|                           | Macaca hecki (Macaca tonkeana ssp.)  | Макак на Хек                                                        | Разпространение на макака на Хек              |
| Качулат макак             | Macaca nigra                         | Качулат макак, Целебески черен макак                                | Разпространение на целебеския черен макак     |
| Горонталски макак         | Macaca nigrescens                    | Горонталски макак                                                   | Разпространение на гронталския макак          |
| Макак крабоед             | Macaca fascicularis                  | Макак крабоед, Дългоопашат макак                                    | Разпространение на макака крабоед             |
| Мечи макак                | Macaca arctoides                     | Мечи макак, Късоопашат макак                                        | Разпространение на мечия макак                |
| Макак резус               | Macaca mulatta                       | Макак резус                                                         | Разпространение на макака резус               |
| Тайвански макак           | Macaca cyclopis                      | Тайвански макак, Тайвански резус                                    | Разпространение на тайванския макак           |
| Японски макак             | Macaca fuscata                       | Японски макак                                                       | Разпространение на японския макак             |
| Цейлонски макак           | Macaca sinica                        | Цейлонски макак                                                     | Разпространение на цейлонския макак           |
| Индийски макак            | Macaca radiata                       | Индийски макак                                                      | Разпространение на индийския макак            |
| Асамски макак             | Macaca assamensis                    | Асамски макак, Планински резус                                      | Разпространение на асамския макак             |
| Тибетски макак            | Macaca thibetana                     | Тибетски макак                                                      | Разпространение на тибетския макак            |
| Мунзала                   | Macaca munzala                       | Мунзала, Аруначалски макак                                          | Разпространение на аруначалския макак         |
| Белобуз макак             | Macaca leucogenys                    | Белобуз макак                                                       | Разпространение на белобузия макак            |